# Neustadt/Westerwald
Neustadt/Westerwald är en kommun och ort i Westerwaldkreis i förbundslandet Rheinland-Pfalz i Tyskland. Namnet ändrades från Neustadt till Neustadt/Westerwald 1 mars 1987.
Kommunen ingår i kommunalförbundet Verbandsgemeinde Rennerod tillsammans med ytterligare 22 kommuner.